# Indické státy a teritoria
V Indii je celkem osm svazových teritorií a 28 států, které se dále dělí do okresů a menších jednotek (stav k 07/2020). Současné rozdělení Indie odráží její historický vývoj, kdy indické území ovládaly různorodé etnické skupiny. Přibližně od poloviny 19. století indické území ovládali Britové. Tzv. Britská Indie tehdy zahrnovala většinu území dnešní Indie, Pákistánu a Bangladéše. Během britské nadvlády byly jednotlivé části Indie spravovány buď přímo Brity, či lokálními panovníky – rádžy. Když v roce 1947 získala Indie nezávislost, rozdělení indického území z dob Britů zůstalo víceméně zachováno, Paňdžáb a Bengálsko byly rozděleny mezi Indii a Pákistán. Avšak hranice nově vzniklých států a teritorií pocházející z dob britské nadvlády často nerespektovaly etnické a jazykové složení obyvatelstva.
Proto v roce 1956 proběhla rozsáhlá reorganizace těchto hranic. Od roku 1956 navíc došlo k několika dalším změnám, např. v roce 1960 byl stát Bombaj rozdělen na Gudžarát a Maháráštru, v roce 1987 vznikl nový stát Mizóram apod. V roce 2000 vznikly tři svazové státy Čhattísgarh, Džhárkhand a Uttarákhand. V červnu 2014 vznikl svazový stát Telangána vyčleněním z Ándhrapradéše. Ke 31. říjnu 2019 došlo k výjimečnému kroku, jímž bylo zrušení státu Džammú a Kašmír a jeho rozdělení na dvě nová svazová teritoria, z nichž západnější převzalo název původního státu a východním se stal Ladak. V lednu 2020 vzniklo nové svazové teritorium Dádra a Nagar Havélí a Daman a Díu sloučením do té doby odděleně spravovaných území Dádra a Nagar Havélí a Daman a Díu.

## Přehled států a teritorií
| Kód   | Stát / Teritorium                  | Hlavní město         | Datum vzniku       | Rozloha (km²) | Populace (2011) | % z celkového obyvatelstva Indie | Hustota zalidnění (obyv./km²) | Míra urbanizace | Míra gramotnosti obyvatelstva |
| ----- | ---------------------------------- | -------------------- | ------------------ | ------------- | --------------- | -------------------------------- | ----------------------------- | --------------- | ----------------------------- |
| IN-UP | Uttarpradéš                        | Lakhnaú              | 26. ledna 1950     | 240 928       | 199 812 341     | 16,50 %                          | 828                           | 22,26 %         | 67,68 %                       |
| IN-MH | Maháráštra                         | Bombaj               | 1. května 1960     | 307 713       | 112 374 333     | 9,28 %                           | 365                           | 45,23 %         | 82,34 %                       |
| IN-BR | Bihár                              | Patna                | 26. ledna 1950     | 94 163        | 104 099 452     | 8,60 %                           | 1 102                         | 11,27 %         | 61,80 %                       |
| IN-WB | Západní Bengálsko                  | Kalkata              | 26. ledna 1950     | 88 752        | 91 276 115      | 7,54 %                           | 1 030                         | 31,92 %         | 76,26 %                       |
| IN-MP | Madhjapradéš                       | Bhópál               | 26. ledna 1950     | 308 245       | 72 626 809      | 6,00 %                           | 236                           | 27,62 %         | 69,32 %                       |
| IN-TN | Tamilnádu                          | Madrás               | 1. listopadu 1956  | 130 058       | 72 147 030      | 5,96 %                           | 555                           | 48,44 %         | 80,09 %                       |
| IN-RJ | Rádžasthán                         | Džajpur              | 26. ledna 1950     | 342 239       | 68 548 437      | 5,66 %                           | 201                           | 24,92 %         | 66,11 %                       |
| IN-KA | Karnátaka                          | Bengalúr             | 1. listopadu 1956  | 191 791       | 61 095 297      | 5,05 %                           | 319                           | 38,59 %         | 75,36 %                       |
| IN-GJ | Gudžarát                           | Gándhínagar          | 1. května 1960     | 196 024       | 60 439 692      | 4,99 %                           | 308                           | 42,54 %         | 78,03 %                       |
| IN-AP | Ándhrapradéš                       | Amaravati (de facto) | 1. listopadu 1956  | 162 972       | 49 386 799      | 4,07 %                           | 303                           | -               | -                             |
| IN-OR | Urísa                              | Bhuvanéšvar          | 26. ledna 1950     | 155 707       | 41 974 218      | 3,47 %                           | 269                           | 16,67 %         | 72,87 %                       |
| IN-TG | Telangána                          | Hajdarábád           | 2. června 2014     | 112 077       | 35 193 978      | 2,90 %                           | 314                           | -               | -                             |
| IN-KL | Kérala                             | Tiruvanantapuram     | 1. listopadu 1956  | 38 863        | 33 406 061      | 2,76 %                           | 859                           | 47,69 %         | 94,00 %                       |
| IN-JH | Džhárkhand                         | Ráňčí                | 15. listopadu 2000 | 79 714        | 32 988 134      | 2,72 %                           | 414                           | 24,04 %         | 66,41 %                       |
| IN-AS | Ásám                               | Dispur               | 26. ledna 1950     | 78 438        | 31 205 576      | 2,58 %                           | 397                           | 14,06 %         | 72,19 %                       |
| IN-PB | Paňdžáb                            | Čandígarh            | 1. listopadu 1966  | 50 362        | 27 743 338      | 2,29 %                           | 550                           | 37,44 %         | 75,84 %                       |
| IN-CT | Čhattísgarh                        | Rájpúr               | 1. listopadu 2000  | 135 191       | 25 545 198      | 2,11 %                           | 189                           | 23,24 %         | 70,28 %                       |
| IN-HR | Harijána                           | Čandígarh            | 1. listopadu 1966  | 44 212        | 25 351 462      | 2,09 %                           | 573                           | 34,80 %         | 75,55 %                       |
| IN-DL | Dillí                              | Dillí                | 1. listopadu 1956  | 1 484         | 16 787 941      | 1,39 %                           | 11 297                        | 76,88 %         | 86,21 %                       |
| IN-JK | Džammú a Kašmír                    | Šrínagar + Džammú    | 31. října 2019     | 42 241        | 12 267 013      | 1,01 %                           | 290                           | -               | -                             |
| IN-UT | Uttarákhand                        | Déhrádún             | 9. listopadu 2000  | 53 483        | 10 086 292      | 0,83 %                           | 189                           | 30,65 %         | 79,63 %                       |
| IN-HP | Himáčalpradéš                      | Šimla                | 25. ledna 1971     | 55 673        | 6 864 602       | 0,57 %                           | 123                           | 10,03 %         | 82,80 %                       |
| IN-TR | Tripura                            | Agartala             | 21. ledna 1972     | 10 486        | 3 673 917       | 0,30 %                           | 350                           | 26,16 %         | 87,22 %                       |
| IN-ML | Méghálaj                           | Šilaung              | 21. ledna 1972     | 22 429        | 2 966 889       | 0,25 %                           | 132                           | 20,06 %         | 74,43 %                       |
| IN-MN | Manípur                            | Imphál               | 21. ledna 1972     | 22 327        | 2 721 756       | 0,21 %                           | 122                           | 30,21 %         | 79,21 %                       |
| IN-NL | Nágáland                           | Kóhíma               | 1. prosince 1963   | 16 579        | 1 978 502       | 0,16 %                           | 119                           | 29,00 %         | 79,55 %                       |
| IN-GA | Goa                                | Panadží              | 30. května 1987    | 3 702         | 1 458 545       | 0,12 %                           | 394                           | 62,14 %         | 88,70 %                       |
| IN-AR | Arunáčalpradéš                     | Itánagar             | 20. února 1987     | 83 743        | 1 383 727       | 0,11 %                           | 17                            | 22,65 %         | 65,38 %                       |
| IN-PY | Puduččéri                          | Puduččéri            | 16. srpna 1962     | 479           | 1 247 953       | 0,10 %                           | 2 598                         | 68,12 %         | 85,85 %                       |
| IN-MZ | Mizóram                            | Áizal                | 20. února 1987     | 21 081        | 1 097 206       | 0,09 %                           | 52                            | 51,22 %         | 91,33 %                       |
| IN-CH | Čandígarh                          | Čandígarh            | 1. listopadu 1966  | 114           | 1 055 450       | 0,09 %                           | 9 252                         | 97,18 %         | 86,05 %                       |
| IN-SK | Sikkim                             | Gángtók              | 16. května 1975    | 7 096         | 610 577         | 0,05 %                           | 86                            | 24,85 %         | 81,42 %                       |
| IN-AN | Andamany a Nikobary                | Port Blair           | 1. listopadu 1956  | 8 249         | 380 581         | 0,03 %                           | 46                            | 35,61 %         | 86,63 %                       |
| IN-DH | Dádra a Nagar Havélí a Daman a Díu | Daman                | 26. ledna 2020     | 603           | 586 956         | 0,05 %                           | 973                           | 58,34 %         | 80,74 %                       |
| IN-LA | Ladak                              | Léh                  | 31. října 2019     | 59 146        | 274 289         | 0,02 %                           | 5                             | -               | -                             |
| IN-LD | Lakadivy                           | Kavaratti            | 1. listopadu 1956  | 32            | 64 473          | 0,01 %                           | 2 013                         | 78,03 %         | 91,85 %                       |
|       | Indie                              | Dillí                |                    | 3 287 240     | 1 210 854 977   |                                  | 3 827                         | 31,16 %         | 74,04                         |

## Názvy států a teritorií v různých jazycích
Následující vícejazyčný seznam indických států ukazuje názvy všech indických spolkových států a svazových teritorií česky, anglicky, v hindštině a lokálním jazykem. Stav k 07/2020 (tzn. 28 států a 8 teritorií). Území jsou seřazena dle svého názvu v češtině.
| Čeština                            | Čeština              | Angličtina                               | Angličtina         | Hindština                                                            | Hindština                      | místní jazyk                                                                            | místní jazyk                                                                                              |
| Stát / Teritorium                  | Hlavní město         | Stát / Teritorium                        | Hlavní město       | Stát / Teritorium                                                    | Hlavní město                   | Stát / Teritorium                                                                       | Hlavní město                                                                                              |
| ---------------------------------- | -------------------- | ---------------------------------------- | ------------------ | -------------------------------------------------------------------- | ------------------------------ | --------------------------------------------------------------------------------------- | --- |
| Andamany a Nikobary                | Port Blair           | Andaman and Nicobar Islands              | Port Blair         | अंडमान और निकोबार द्वीप / Amdamān ôr Nikobār dvīp                           | पोर्ट ब्लेअर / Porţ Blear          |                                                                                         | |
| Ándhrapradéš                       | Hajdarábád (de iure) | Andhra Pradesh                           | Hyderabad          | आंध्र प्रदेश / Āmdhra Pradeš                                             | हैदराबाद / Hædarābād              | telužsky ఆంధర దేశం / Āmdhra Dēšam                                                          | telužsky హైదరాబాదు / Haidarābādu                                                                              |
| Arunáčalpradéš                     | Itánagar             | Arunachal Pradesh                        | Itanagar           | अरुणाचल प्रदेश / Arunāčal Pradeš                                         | इटानगर / Iţānagar               |                                                                                         | |
| Ásám                               | Dispur               | Assam                                    | Dispur             | असम / Asam                                                           | दिसपुर / Dispur                  | ásámsky অসম / Asam bengálsky আসাম / Āsām                                                 | ásámsky দিসপুর / Dispur                                                                                     |
| Bihár                              | Patna                | Bihar                                    | Patna              | बिहार / Bihār                                                          | पटना / Paţnā                    |                                                                                         | |
| Čandígarh                          | Čandígarh            | Chandigarh                               | Chandigarh         | चंडीगढ़ / Čamdīgarh                                                     | चंडीगढ़ / Čamdīgarh               |                                                                                         | |
| Čhattísgarh                        | Rájpúr               | Chattisgarh                              | Raipur             | छत्तीसगढ़ / Čhattīsgarh                                                 | रायपुर / Rāypur                  |                                                                                         | |
| Dádra a Nagar Havélí a Daman a Díu | Daman                | Dadra and Nagar Haveli and Daman and Diu | Daman              | दादरा और नगर हवेली और दमन और दीव / Dādra ôr Nagar ôr Havelī Daman ôr Diyū | दमन / Daman                    | gudžarátsky દાદરા અને નગર હવેલી અને દમણ અને દીવ / Dādrā ane Nagar Havelī ane Damaṇ ane Dīv      | gudžarátsky દમન / Daman                                                                                   |
| Dillí                              | Dillí                | Delhi                                    | Delhi              | दिल्ली / Dillī                                                          | दिल्ली / Dillī                    |                                                                                         | |
| Džammú a Kašmír                    | Šrínagar + Džammú    | Jammu and Kashmir                        | Srinagar + Jammu   | जम्मू और कश्मीर / Jammū ôr Kašmīr                                        | श्रीनगर / Šrīnagar + जम्मू / Jammū | kašmírsky जॅम तु' क'शीर / جۄم تٕ کٔشېر / Jọm tụ Kạšīr urdsky جموں و کشمیر / Jammūn va Kašmīr | kašmírsky सिरीनगर / سِرېنَگَر / Sirīnagar + जॅम / جۄم / Jọm urdsky سری نگر / سرینگر / Sirīnagar + جموں / Jammūn |
| Džhárkhand                         | Ráňčí                | Jharkhand                                | Ranchi             | झारखंड / Jhārkhamd                                                     | रांची / Rāmčī                     |                                                                                         | |
| Goa                                | Panadží              | Goa                                      | Panaji             | गोवा / Govā                                                            | पणजी / Panajī                   | maráthsky गोआ / Gōā                                                                      | maráthsky पणजी / Panajī                                                                                    |
| Gudžarát                           | Gándhínagar          | Gujarat                                  | Gandhinagar        | गुजरात / Gujarāt                                                       | गाँधीनगर / Gā̃dhīnagar             | gudžarátsky ગુજરાત / Gujarāt                                                              | gudžarátsky ગાંધીનગર / Gāmdhīnagar                                                                           |
| Harijána                           | Čandígarh            | Haryana                                  | Chandigarh         | हरियाणा / Hariyānā                                                      | चंडीगढ़ / Čamdīgarh               |                                                                                         | |
| Himáčalpradéš                      | Šimla                | Himachal Pradesh                         | Shimla             | हिमाचल प्रदेश / Himāčal Pradeš                                           | शिमला / Šimlā                    |                                                                                         | |
| Karnátaka                          | Bengalúr             | Karnataka                                | Bangalore          | कर्नाटक / Karnāţak                                                     | बंगलूर / Bamgalūr                | kannadsky ಕರ್ನಾಟಕ / Karnāţaka                                                             | kannadsky ಬೆಂಗಳೂರು / Bemgaļūru                                                                                |
| Kérala                             | Tiruvanantapuram     | Kerala                                   | Trivandrum         | केरल / Kerala                                                         | तिरुवनंतपुरम / Tiruvanamtapuram    | malajálamsky കേരളം / Kēraļam                                                              | malajálamsky തിരുവനന്തപുരം / Tiruvanantapuram                                                                  |
| Ladak                              | Léh                  | Ladakh                                   | Leh                | लद्दाख़ / Laddākh                                                       | लेह / Lēha                      | ladaksky ལ་དྭགས / la'dwags                                                               | ladaksky གླེ་                                                                                               |
| Lakadivy                           | Kavaratti            | Lakshadweep                              | Kavaratti          | लक्षद्वीप / Lakśadvīp                                                   | कवरत्ती / Kavarattī              | malajálamsky ലക്ഷദ്വീപ് / Lakşadvīp                                                         | malajálamsky കവരത്തി / Kavaratti                                                                            |
| Madhjapradéš                       | Bhópál               | Madhya Pradesh                           | Bhopal]            | मध्य प्रदेश / Madhya Pradeš                                             | भोपाल / Bhopāl                   |                                                                                         | |
| Maháráštra                         | Bombaj               | Maharashtra                              | Mumbai (Bombay)    | महाराष्ट्र / Mahārāśţra                                                  | मुंबई / Mumbaī                   | maráthsky महाराष्ट्र / Mahārāśţra                                                           | maráthsky मुंबई / Mumbaī                                                                                    |
| Manípur                            | Imphál               | Manipur                                  | Imphal             | मणिपुर / Manipur                                                       | इम्फाल / Imphāl                  | manipursky মনিপুর / Manipur                                                               | manipursky ইমফাল / Imphāl                                                                                  |
| Méghálaj                           | Šilaung              | Meghalaya                                | Shillong           | मेघालय / Meghālaya                                                     | शिलॉंग / Šilòmg                   |                                                                                         | |
| Mizóram                            | Áizal                | Mizoram                                  | Aizawl             | मिज़ोरम / Mizoram                                                       | ऐज़ौल / Æzôl                     |                                                                                         | |
| Nágáland                           | Kóhíma               | Nagaland                                 | Kohima             | नागालैंड / Nāgālæmd                                                      | कोहिमा / Kohimā                   |                                                                                         | |
| Paňdžáb                            | Čandígarh            | Punjab                                   | Chandigarh         | पंजाब / Pamjāb                                                         | चंडीगढ़ / Čamdīgarh               | paňdžábsky ਪੰਜਾਬ / Pamjāb                                                                 | paňdžábsky ਚੰਡੀਗਢ਼ / Čamdīgarh                                                                               |
| Puduččéri                          | Puduččéri            | Pondicherry                              | Pondicherry        | पॉंडिचेरी / Pòmdičerī                                                     | पॉंडिचेरी / Pòmdičerī               | tamilsky பாண்டிச்சேரி / Pāņţiččēri                                                            | tamilsky பாண்டிச்சேரி / Pāņţiččēri                                                                              |
| Rádžasthán                         | Džajpur              | Rajasthan                                | Jaipur             | राजस्थान / Rājasthān                                                    | जयपुर / Jaypur                  |                                                                                         | |
| Sikkim                             | Gángtók              | Sikkim                                   | Gangtok            | सिक्किम / Sikkim                                                        | गंगटोक / Gamgţok                 | nepálsky सिक्किम / Sikkim                                                                  | nepálsky गंगटोक / Gamgţok                                                                                   |
| Tamilnádu                          | Madrás               | Tamil Nadu                               | Chennai (Madras)   | तमिलनाडु / Tamilnādu                                                    | चेन्नइ / Čennai                  | tamilsky தமிழ்நாடு / Tamiļnāţu                                                              | tamilsky சென்னை / Čeņņai                                                                                     |
| Telangána                          | Hajdarábád           | Telangana                                | Hyderabad          | तेलंगाना                                                                 | हैदराबाद                          | telužsky తెలంగాణ / Telaṅgāṇa                                                               | telužsky హైదరాబాదు                                                                                            |
| Tripura                            | Agartala             | Tripura                                  | Agartala           | त्रिपुरा / Tripurā                                                       | अगरतला / Agartalā               | bengálsky ত্রিপুরা / Tripurā                                                                | bengálsky আগার্তালা / Āgārtālā                                                                                |
| Urísa                              | Bhuvanéšvar          | Orissa                                   | Bhubaneshwar       | उड़ीसा / Urīsā                                                          | भुवनेश्वर / Bhuvanešvar           | urijsky ଓଡ଼ିଶା / Orišā                                                                     | urijsky ଭୁବନେଶବର / Bhubanešbar                                                                              |
| Uttarákhand                        | Déhrádún             | Uttarakhand                              | Dehra Dun          | उत्तराखंड / Uttarakhand                                                 | देहरादून / Dehrādūn               |                                                                                         | |
| Uttarpradéš                        | Lakhnaú              | Uttar Pradesh                            | Lucknow            | उत्तर प्रदेश / Uttar Pradeš                                             | लखनऊ / Lakhnaū                 |                                                                                         | |
| Západní Bengálsko                  | Kalkata              | West Bengal                              | Kolkata (Calcutta) | पश्चिम बंगाल / Paščim Bamgāl                                             | कोलकाता / Kolkātā                 | bengálsky পশ্চিম বঙ্গ / Pôščim Bôngô                                                       | bengálsky কলকাতা / Kôlkātā                                                                                  |